# Sonia Ben Ammar
Sonia Ben Ammar, ibland skriven som Sonia Ammar, född 19 februari 1999 i Paris, är en tunisisk-fransk modell, sångerska och skådespelerska som har kontrakt med IMG Models. Hon har varit på omslaget till flera tidningar, såsom Vanity Fair och L'Officiel. Hon är dotter till filmproducenten Tarak Ben Ammar.
Ben Ammar släppte sin debut-EP Sonia år 2019. Hon spelar även rollen som Liv McKenzie i skräckfilmen Scream från 2022.